# Irisk litteratur
Iriskspråkig litteratur är litteratur skriven på iriska.

## Äldre litteratur och mytologi
På iriska har det skrivits litteratur och dikt sedan sjuhundratalet. Likt många andra verk från samma tidsperiod finns originalen av dessa verk inte kvar, utan dessa tidigare texter har endast överlevt genom kopior som nedtecknades senare. Bland de tidiga iriska verken är nästan de enda överlevande dokumenten glosor som användes av irländska munkar i kloster i Kontinentaleuropa.
Litteraturhistoriskt rikast var antagligen den klassiska tiden ungefär mellan 1100 och 1600. En stor del av diktningen var lovsånger och drapor av hovskalder, men dessutom utgjorde den keltiska hjältemytologin en central del av tematiken. Särskilt populära blev episka dikter om Fianna, de vandrande krigarna, som, ledda av sin konung Fionn Mac Cumhaill, företer intressanta likheter både med Robin Hoods glada fredlösa och med kung Arthurs riddare. Fianna-mytologin inspirerade sedan den skotska författaren James Macpherson till att ge ut Ossians sånger på 1700-talet. Eftersom mytologin är gemensam för den iriska och den skotlandsgaeliska folkloren, kunde han med visst fog påstå, att det var frågan om uteslutande skotsk mytologi. Med tiden grundades dock ossianska forskningssällskap, som kom underfund med att det var iriskspråkiga hjälteepos som utgjorde det egentliga originalet.
Från vår egen tid kan det också nämnas, att fantasyförfattaren Robert Howard, en av H.P. Lovecrafts lärjungar, inspirerades av Fiannamytologin. Namnet på Howards hjälte Conan Barbaren, som sedan spelades av Arnold Schwarzenegger på vita duken, kommer från Fiannacykeln, där en av Fionn Mac Cumhaills hjältar heter Conán Maol. Howards berättelser och filmen om Conan har föga att göra med genuin Fiannamytologi, men det är knappast rättvist att säga att stämningen i keltiska mytologiska berättelser skulle vara stort mera civiliserad. Den gudom som Conan i filmen tillber, Crom, har åtminstone samma namn som en fornkeltisk, hednisk gud, ty än i dag svär de irisktalande vid denna gud - Dar Crom! - trots att språket annars blivit genomsyrat av kristendomen och katolicismen. (Det är givetvis vanligare att säga dar Dia, det vill säga "vid Gud".)
Det finns även en annan mytologisk berättelsecykel, Ulstercykeln, som stammar från historier från perioden 700-talet och 1000-talet. Dessa historier nedfördes muntligt och nedtecknades först runt 1160. Cykelns namn kommer av att dess huvudperson, hjälten Cú Chulainn, tillhör den stam, Ulaid, som gett sitt namn åt landskapet Ulster (iriska: Cúige Uladh) i norra Irland. Den centrala texten i Ulstercykeln är Táin Bó Cuailgne eller berättelsen om stölden av Cuailgnes boskap. Stölden av en tjur utlöser ett krig mellan Connacht och Ulster, och det är den mytiske hjälten Cú Chulainn som ensam ska slå tillbaka Connachts arméer, vilket också sker, men inte utan en rad mångskiftande äventyr.

## Besvikelsens poeter
Fiannacykeln har levt kvar i folkmun ända fram till våra dagar, men med klassisk irisk diktning blev det slut på 1600-talet, när hovskalderna förlorade sina adliga mecenater. En del av dessa skalder kunde dock tack vare sin klassiska diktarutbildning uttrycka sin bestörtning över denna katastrof i konstnärligt fulländad form, vilket gjort dem till klassiker även ur dagens synvinkel. Berömda diktare från detta tidevarv av tonnbhriseadh an tseanghnáthaimh ("den gamla livsrutinens vågbrytning") var Piaras Feiritéar (Pierce Ferriter), som levde under 1600-talets första hälft, Dáibhí Ó Bruadair (cirka 1625–1700) och Aogán Ó Rathaille (Egan O'Reilly, cirka 1675–1730).
Feiritéar var själv adelsman av engelskt och normandiskt ursprung och blev en hjältegestalt i folkloren i Kerrytrakten: han sägs ha skrivit en av sina dikter när han gömde sig i en grotta undan engelska soldater, och han lär ha dött i galgen. Hans dikter är uteslutande på iriska, men det är tydligt att han var påverkad av samtida engelsk litteratur. Dáibhí Ó Bruadair var en hovdiktare som väntade sig ett bekvämt liv under en adlig mecenats beskydd, men fick se den traditionella litterära kulturens stöttepelare rasa inför sina ögon. Han var tvungen att livnära sig på kroppsligt arbete. Besvikelsen bragte han i uttryck på klassisk iriska i stavelseräknande dán díreach-verser. Ó Rathaille skriver om liknande känslor, men han använder sig även av den friare amhrán-formen, som påminner mera om folksången. Amhrán är det iriska ordet för "sång, visa".

## Seathrún Céitinn
En viktig sextonhundratalsdiktare var även Seathrún Céitinn, på engelska Geoffrey Keating. Han skrev också poesi, men hans mest betydande verk är säkerligen Forus Feasa ar Éirinn. Titeln betyder "Grunderna till kunskapen om Irland", men det är framför allt en sorts mytologisk historia av Irlands forntid, en förteckning av hur irländarna såg sin förhistoria. Boken blandar solid historieskrivning med folklore och mytologi, och ur dagens synvinkel har den mest värde som skönlitteratur. Tidigare brukade historiska skrifter på iriska författas på ett torrt, arkaiserande språk, men Céitinn hade diktarutbildning och skrev med flyt och engagemang. Därför är hans bok tillgänglig även för den som bara behärskar modern iriska.
När iriskan mot slutet av 1800-talet började återupplivas som skriftspråk, var det i början Céitinns iriska som det gällde att återuppliva. Den här synpunkten representerades särskilt av filologen Richard Henebry, som på iriska kallade sig Risteard de Hindeberg. Resultaten var dock inte imponerande, och snart var det anhängarna av levande dialekter som tog över.

## De mörka århundradena
1600–1800-talen uppfattas allmänt som de mörka århundradena i iriska språkets historia. På den tiden var litteraturen för det mesta begränsad till folkdiktning, låt vara att protestantiska missioner försökte sprida kristlig litteratur på iriska och enstaka litterärt bildade irländare även skrev ner dikter eller annan litteratur på språket. De samlade också på manuskript, och det blev för eftervärlden värdefulla samlingar.
Vanligast var det dock att en diktare aldrig skrev ner någonting och att hans verser bara levde i folkmun, tills någon forskare långt efteråt skrev ner hans livsverk som en informant, vanligen en åldring som fungerade såsom traditionsbevarare - seanchaí - och historieberättare - scéalaí - i någon by, reciterade för honom. Sådana diktare var Eibhlín Dhubh Ní Chonaill, Brian Merriman och Anthony Raftery.
Eibhlín Dhubh Ní Chonaill var faster till advokaten Daniel O'Connell, som på 1820-talet kämpade för de irländska katolikernas rättigheter och likställdhet inför lagen. Eibhlín Dhubh var gift med Art Ó Laoghaire, en irländsk yrkesofficerare som stred i den österrikisk-ungerska armén på kontinenten. Han var ryttare, en ungersk husar. Hemma på Irland var han dock bara en föraktad katolik, och sheriffen ansåg att en sådan inte var berättigad till att äga en sådan vacker husarhäst som Art hade med sig från Ungern. När Art inte ville skiljas vid sin häst, blev han mördad. Året var ungefär 1773. Det gråtkväde eller caoineadh som Eibhlín Dhubh ägnade sin döde make, Caoineadh Airt Uí Laoghaire, blev en klassiker. Hon skrev dock själv aldrig ner kvädet, och det uppblandades med folkloren. Det går dock att på ett ungefär återställa de av Eibhlín författade delarna.
En annan sjuttonhundratalspoet var Brian Merriman, som är känd för sin långa dramatiska dikt Cúirt an Mheán Oíche, "Midnattens domstol" eller "Midnattens hov". Det är en tidskritisk, humoristisk allegori om de rådande omständigheterna på Irland, där berättaren och de irländska männen över huvud taget får höra vad de är värda av de församlade alverna och vättarna.
Anthony Raftery - även känd som Antoine Raiftearaí eller Antoine Ó Reachtubhra - var en folkdiktare från grevskapet Mayo, en blind man och fattiglapp som bland annat skrev kampsånger för de "vita pojkarna" (na Buachaillí Bána eller the Whiteboys), bondekonspiratörerna som bekämpade engelsmän och protestanter. Hans mest uppskattade dikt är dock Eanach Dhúin, klagosången om en båtfull unga människor som drunknade på väg till kyrkan. Raftery levde ända till 1830-talet och hann bevittna och besjunga även Daniel O'Connells kamp för katolikernas rättigheter.
På 1820–1830-talet skrev Amhlaoibh Ó Súilleabháin i Kilkenny (Cill Chainnigh) på en dagbok, Cín Lae. Numera är det en klassisk beskrivning av det irisktalande folkets vardag strax före stora hungersnöden.

## Modern litteratur

### Peadar Ua Laoghaire
Modern litteratur på iriska började uppstå i slutet av 1800-talet. Den förste betydande författaren var Peadar Ua Laoghaire (1839-1920), på engelska känd som Peter O'Leary, en präst född nära Macroom (Maigh Chromtha) i grevskapet Cork, som skrev en variant av den sydliga dialekten. Hans folkliga, folklorepåverkade roman Séadna, som i princip är en faustiad, fick en oerhörd betydelse för standardiriskans fortsatta utveckling. Boken har också översatts till svenska som "Schiane" år 1921 av C. W. von Sydow. Séadna, eller Schiana, är huvudperson, en skomakare som ingår en pakt med djävulen. Förutom Schiana skrev Ua Laoghaire en självbiografi, Mo Scéal Féin, och en rad översättningar - till exempel en förkortad irisk version av Cervantes Don Quijote.

### Patrick Pearse
Frihetskämpen Patrick Pearse, som avrättades på Kilmainhamfängelset i Dublin efter Påskupproret år 1916, kom in i nationaliströrelsen via iriskspråkig litteratur, som han bidrog till med en rad noveller och dikter. I dikterna försökte han återskapa Seathrún Céitinns mycket ekonomiska, fåordiga och träffsäkra stil, men i novellerna uttryckte han sig på ett talspråksnära sätt som påverkats av den connemaradialekt han lärt sig på landet. Han hade ett sommarhus i Ros Muc, som alltjämt är iriska språkets starkaste fäste i Connemara, och lärde sig den iriska som talades i omgivningen. Hans dikter, särskilt Fornocht a chonac thú ("Naken såg jag dig"), har en nationalistisk ton, novellerna är mera färgade av lantbefolkningens traditionella kristlighet. Har man överseende med hans nationalistiska tendens bör man erkänna att han kunde klä den i träffande ord och rörande metaforer.

### Pádraic Ó Conaire
Den första riktigt moderna författaren på iriska var säkerligen Pádraic Ó Conaire den äldre (1882–1928). Han flyttade vid arton års ålder till London och blev springpojke på ett statligt ämbete, senare själv statstjänsteman. När språkrörelsen nådde Londons irländska befolkning, började den tvåspråkige, i Galwaynejden uppvuxne Ó Conaire skriva realistiska noveller om fattiga irländares liv i England. Han skrev också journalistik på iriska och en tragikomisk roman om exiltematiken: huvudpersonen är en irländare som, handikappad efter en trafikolycka, måste försörja sig som ett av föremålen på en ambulerande utställning av monstrositeter. Romanen, Deoraíocht, har översatts till en del språk, bland annat till danska av Ole Munch Pedersen under titeln Emigrantliv.
Pádraic Ó Conaire bör inte förväxlas med sin namne Pádhraic Óg Ó Conaire, eller Pádhraic Ó Conaire den yngre (1893-1971). Denne var en produktiv, men medelmåttig författare av romantiska romaner om livet på landsbygden.

### Den självbiografiska traditionen
Under 1920-talet utgavs en rad självbiografier som dikterats av infödda irisktalande fiskare och bönder. Språket i dessa böcker ansågs vara äkta och oförfalskat folkmål, som både skolelever och nya författare borde försöka imitera. Det var särskilt de tre biografierna från ön An Blascaod Mór i grevskapet Kerry som fick stor betydelse för språkets fortsatta utveckling: Peig av Peig Sayers, An tOileánach ("Öbon", men översatt till svenska som "Karg kust") av Tomás Ó Criomhthain, och Fiche Bliain ag Fás ("Tjugo år av uppväxt") av Muiris Ó Súilleabháin. Blasketbiografierna har varit obligatorisk läsning i de irländska skolorna sedan årtionden tillbaka, vilket har lett till hätsk kritik: kulturen som framställs i böckerna är så olik dagens irländska kultur att barnen måste finna Blasketlitteraturen i det närmaste oläsbar, och detta leder säkerligen till att de aldrig kommer att uppskatta iriskan som ett levande, samtida kulturspråk. Kritiken är inte helt obefogad. Man kan även fråga sig, varför det är just Blasketlitteraturen som läses, när den självbiografiska traditionen har till exempel en bok som Micí Mac Gabhanns Rotha Mór an tSaoil ("Livets stora hjul") att erbjuda: det här är en irländsk lycksökares redogörelse för de äventyr han upplevde i Klondike under den stora guldruschen i slutet på adertonhundratalet.

### Máirtín Ó Cadhain
Nittonhundratalets viktigaste iriskspråkiga författare är utan vidare Máirtín Ó Cadhain. Han var redan en europeisk modernist, som engagerade sig i Irlands politiska liv, till exempel i IRA och i den iriskspråkiga befolkningens egna politiska strävanden på trettiotalet. Krigsåren tillbringade han internerad på fånglägret i Curragh i grevskapet Kildare, där han författade den enda roman han gav ut under sin livstid - Cré na Cille. Boken påminner mycket om latinamerikansk litteratur, ty huvudpersonerna i den är alla döda, de ligger i kyrkogårdens mull (det är "Kyrkogårdens mull" som boken heter) och grälar oändligt om sitt gångna jordelivs triviala statusfrågor. Många av Ó Cadhains senare noveller beskriver stadslivet, gärna med satiriskt grepp. Författaren dog redan i början på sjuttiotalet, men ännu på nittiotalet har det fortsatt att dyka upp nytt opublicerat material, inte minst de två postuma romanerna Athnuachan och Barbed Wire. Den senare är ett språkligt experiment som kan jämföras med James Joyces Finnegans Wake.
Máirtín Ó Cadhain var infödd irisktalande och hemma från Connemarakusten väster om staden Galway. Han skrev på sin egen dialekt, men lånade gärna in ord både från andra dialekter och från skotsk gaeliska, iriskans närmaste släkting. Även sin egen dialekt kunde han använda fantasirikt och nyskapande. Därför tillhör han inte de mest lättlästa bland iriskspråkiga författare.

### Bröderna Grianna
Bröderna Séamus Ó Grianna och Seosamh Mac Grianna (på engelsk stil Jim och Joe Greene) deltog båda i irländska frihetskriget och kämpade senare på republikansk sida samt internerades av fristatsmyndigheterna. Den litteratur de skrev blev dock, precis som deras författarroller, mycket olika. Det är karaktäristiskt att de sedan inte ens kunde bli överens om den riktiga gaeliska versionen av det gemensamma efternamnet.
Séamus Ó Grianna blev mycket produktiv. Han skrev nästan trettio böcker, både romaner och noveller. Dessutom var han under en period chefredaktör för Conradh na Gaeilges månadstidning, men fick snart sparken, för att hans ständiga kritik på språkrörelsen och dess höjdare sågs som orättvis och osaklig. Han var över huvud taget en svår människa att handskas med, och den som han inte var överens med, det vill säga den överväldigande majoriteten av de människor han kom i kontakt med, kunde räkna med en mördande svada saftiga uttryck på genuin ulsteririska (bröderna var hemmahörande i Donegal). Hans böcker är till stor del olyckliga, i det katolska Irlands kontext ofarliga kärlekshistorier där handlingen snarast är en ursäkt för språket. Dialektens språkliga rikedom är dock stor.
Seosamh Mac Grianna plågades av depression, som gjorde slut på hans litterära karriär när han var i trettiofemårsåldern (i mitten av trettiotalet). Han skrev en rad essäer, en introspektiv reseskildring (Mo Bhealach Féin, "Min egen väg"), en avslutad roman (An Druma Mór, "Den stora trumman") och en som han aldrig klarade av att avsluta (Dá mBíodh Ruball ar an Éan, "Om fågeln hade stjärt"). Mac Grianna var en modern författare, som beskrev en irisktalande bygd i förvandling, inte en statisk och idealiserad hemby som hans bror föredrog. Den oavslutade romanen var en beskrivning av livet i huvudstaden ur konstnärernas och de intellektuellas synvinkel.

### Moderna författare från Galltacht
Så småningom började också de som var från Galltacht, det vill säga Irlands urbaniserade, engelsktalande delar, försöka sig på att skriva på iriska. En del av dem klarade inte av att lära sig språket alltför väl, men andra lyckades till och med höja sig över sina språkliga brister tack vare sin författarbegåvning. De viktigaste var Diarmuid Ó Súilleabháin, som i romanen Caoin Tú Féin beskrev en irländsk skollärares dubbelliv mellan skolans krav på ett anständigt och klanderfritt leverne och privatlivets alkoholism och äktenskapssvårigheter; Breandán Ó Doibhlin, vars Néal Maidine agus Tine Oíche är en av de första introspektiva, filosofiska romanerna på språket; och Eoghan Ó Tuairisc, som skrev de stilistiskt banbrytande historiska romanerna L'Attaque om resningen år 1798 och Dé Luain om Påskupproret.

### Breandán Ó hEithir
En av de centrala gestalterna i det iriskspråkiga kulturlivet var fram till sin död år 1990 var Breandán Ó hEithir. Han var från Aranöarna och en nära släkting till Liam O'Flaherty, och skrev för det mesta på engelska fast iriskan var hans modersmål. Ó hEithir föddes år 1930 och låg vid universitetet i Galway utan att avsluta studierna. Han åkte sedan bland annat med språkrörelsens bok- och propagandabuss runt på Irland innan han fastnade för journalistik, som han bedrev på båda språken. Han var också programvärd för det iriskspråkiga nyhets- och aktualitetsprogrammet Féach! på sjuttiotalet: programmet rättade sig efter samtida intellektuella strömningar, inte minst vänstervridningen, och väckte förargelse bland konservativa. En del av hans tidningskolumner har sedan dess kommit ut i bokform. Han författade två viktiga romaner på iriska: den självbiografiska beskrivningen av universitetsåren Lig Sinn i gCathú ("Inled oss i frestelse"), beryktad för sin sexuella frispråkighet; och Sionnach ar mo Dhuan, som är en tragikomisk roman om livet på ett mentalsjukhus: när patienterna berättar om hur de hamnade på hispan, återspeglas hela det samtida Irlands verklighet, även de sociala orättvisorna, i deras historier. Tack vare sin flytande Arandialekt är Ó hEithir en av de mest lättlästa författarna för den som håller på att lära sig iriska.

### Dagens situation
I dag är bokutgivningen på iriska mycket livlig. Det på åttiotalet uppståndna förlaget Cló Iar-Chonnachta, vars högkvarter ligger i Indreabhán mitt i Connemara, har bidragit mycket till iriskans litterära utveckling. Den har gett ut både nytryck av äldre verk av författare med iriska som modersmål (till exempel Taidhgín av Tomás Ó Duinnsléibhe), även om det är mest statsförlaget An Gúm som tar hand om den sortens utgivning. Cló Iar-Chonnachta ger ut bland andra Pádraig Standún, Joe Steve Ó Neachtain, Pádraig Breathnach och Mícheál Ó Ráighne.
Pádraig Standún är en präst från Inis Meáin i Aranöarna, som skriver korta, underhållande romaner som gärna kritiserar det prästerliga celibatet och i övrigt också har rätt sexuellt innehåll. Hans bok An tAinmhí är både erotisk och rolig. Bokens huvudperson är en förvildad ensam karl som den lilla irisktalande öns befolkning kallar för "An tAinmhí", Djuret - de tror nämligen att han inte är en människa, utan någon sorts monster eller övernaturlig varelse. Egentligen är han en av dem - när han var ung försökte han begå självmord men överlevde, utan att resten av befolkningen kom underfund med det. Nu gömmer han sig och drar sig undan sedan tiotals år. Kvinnan för vars skull han försökte begå självmord är redan död, men hennes dotter bor alltjämt på ön, ogift och ensam. Så småningom utvecklar det sig en kärlekshistoria mellan dem. - Boken har också översatts till engelska som The Anvy - ordet anvy är bara en engelsk transkription av det iriska ordet ainmhí.
Joe Steve Ó Neachtain är mest känd som scenartist i tevesåpan Ros na Rún, men han har även skrivit en novellsamling - Clochmhóin - och två tjocka romaner om livet och de mellanmänskliga konflikterna på den iriskspråkiga landsbygden, Scread Mhaidne och Lámh Láidir.